# Slanská Huta
Slanská Huta és un poble i municipi d'Eslovàquia. Es troba a la regió de Košice, a l'est del país.

## Història
La primera referència escrita de la vila data del 1772.

## Demografia
| Godina             | 1994 | 2004    | 2014    | 2024   |
| ------------------ | ---- | ------- | ------- | ------ |
| Nombre de persones | 256  | 215     | 241     | 260    |
| Diferència         |      | −16,01% | +12,09% | +7,88% |

| Godina             | 2023 | 2024   |
| ------------------ | ---- | ------ |
| Nombre de persones | 252  | 260    |
| Diferència         |      | +3,17% |